# Cyril Burt
Pour les articles homonymes, voir Burt.
Cyril Lodowic Burt, né le 3 mars 1883 dans le quartier de Westminster à Londres, ville où il meurt le 10 octobre 1971, est un psychologue britannique. Il est connu pour sa contribution à la psychologie de l'éducation et à la statistique, et notamment pour ses études sur l'héritabilité du quotient intellectuel (QI). Peu de temps après sa mort, ses travaux scientifiques axés sur le caractère héréditaire de l'intelligence ont été discrédités par des accusations de manipulation de données et de falsification de résultats de recherche.

## Biographie
Burt est le fils aîné de Cyril Cecil Barrow Burt, médecin, et de son épouse Martha Evans. Sa famille vit dans le Warwickshire de 1893 à 1923. Il fait ses études à la King's School de Warwick de 1892 à 1895, puis en 1902, il est étudiant en philosophie et en psychologie au Jesus College d'Oxford, où il suit des séminaires de William McDougall. Il obtient son diplôme avec une mention bien en 1906, qu'il complète ensuite par un diplôme d'enseignement.
En 1907, McDougall propose à Cyril Burt de participer à une étude anthropométrique conduite au Royaume-Uni par Francis Galton, dans laquelle Il est chargé de la standardisation des tests psychométriques. C'est pendant cette recherche qu'il est en contact avec les eugénistes Charles Spearman et Karl Pearson.
Durant le semestre d'été 1908, Burt suit des cours de l'université de Wurtzbourg, en Allemagne, où il fait la connaissance du psychologue Oswald Külpe, qui développe des recherches sur l'intelligence humaine dans le champ de la psychologie expérimentale. Il est d'abord nommé maître de conférences en psychologie à l'université de Liverpool, au sein du laboratoire de physiologie dirigé par Charles Sherrington. Puis, après la promulgation du Mental Deficiency Act 1913 (en), qui prévoit que les enfants porteurs de déficience intellectuelle soient regroupés dans des écoles spécialisées, il est nommé psychologue municipal à Londres, avec pour mission de tester et repérer les élèves concernés. La passation de tests ne concerne d'abord que les enfants déjà identifiés comme ayant un retard scolaire. Il met progressivement en place un dispositif qui crée et standardise des tests pour repérer les difficultés d'apprentissage des enfants. C'est dans un article de 1912 qu'il évoque pour la première fois sa conviction que l'intelligence humaine est principalement innée, une position qu'il défend tout au long de sa carrière scientifique.
Il est l'auteur d'articles et ouvrages de psychométrie, de parapsychologie ou de philosophie des sciences.
En 1946, il est fait chevalier, pour ses apports dans le domaine de l'éducation.

## L’affaire Burt
Ses travaux de recherche axés sur l'héritabilité du QI consistaient à étudier les quotients intellectuels de jumeaux monozygotes séparés à la naissance et élevés dans des milieux différents. L'objectif scientifique était de déterminer dans quelle mesure la variabilité de l'intelligence était due à des facteurs "génétiques" (versus "environnementaux"). Les résultats qu'il publie suggèrent que les différences génétiques sont le facteur prépondérant dans la détermination de la variance des aptitudes mentales.
Par la suite, ces travaux font l'objet de nombreuses accusations de méconduite scientifique. Ces révélations, donnant lieu à « l'affaire Burt », suscitent une remise en cause dans la communauté scientifique mais également à un niveau politique, ses travaux ayant influencé le programme de l'éducation nationale au Royaume-Uni pendant un demi-siècle. Conseiller auprès du département de l'Éducation du Royaume-Uni, il a en effet appliqué ses théories en procédant à une sélection scolaire dès le plus jeune âge. Cyril Burt concluant également à une inégalité ethnique de l'intelligence, cet aspect de ses travaux (poursuivis ensuite aux États-Unis notamment par Arthur Jensen, son ancien étudiant) fait également l'objet de controverses.
Les premiers soupçons de falsification scientifique sont émis par Leon Kamin (1974) et Oliver Gillie (en) (1976) peu après la mort du chercheur. En 1955, Cyril Burt a publié une première série de résultats portant sur 156 paires de jumeaux dont 21 paires de jumeaux monozygotes élevés séparément, annonçant un coefficient de corrélation de 0,54 pour les jumeaux dizygotes et de 0,77 pour les jumeaux monozygotes. Dans ses deux autres enquêtes publiées en 1958 et 1966, la première sur 30 paires de jumeaux et la seconde sur 53 paires, il annonce avoir retrouvé exactement les mêmes coefficients de corrélation chez les monozygotes élevés séparément, jusqu'à la troisième décimale (0,771). Le fait que Burt ait trouvé trois fois exactement le même coefficient de corrélation suscite les soupçons de Leon Kamin, outre que cette valeur très élevée ne lui paraît pas plausible.
Leslie Hearnshaw, historien de la psychologie, conclut après examen des critiques que la plupart des données de Burt, postérieures à la Seconde Guerre mondiale, sont erronées ou inventées. Dans son livre paru en 1979, Cyril Burt, psychologue, il attribue le comportement de Cyril Burt à des troubles psychologiques dus à sa vie familiale et à la guerre. Certains scientifiques concluent également à la fraude, tandis que d'autres prennent sa défense dont  Arthur Jensen et Hans Eysenck. Ainsi, Arthur Jensen argue par exemple que Burt n'aurait pas fait l'erreur de reproduire à la virgule près les mêmes chiffres dans plusieurs études différentes s'il avait falsifié les chiffres. Il est aussi noté que les études ultérieures similaires à celles de Burt, c'est-à-dire utilisant une méthode simple d'estimation de l'héritabilité à l'aide d'études comparatives de jumeaux recrutés de manière ad hoc, ont produit des résultats compatibles avec les siens (de 50 % à 80 % selon les études).
En 1976, Oliver Gillie, également chroniqueur médical du Sunday Times, confirme une falsification importante des données, une adaptation des résultats à ses théories et l'invention d'au moins deux collaboratrices, entre 1952 et 1959, sous les noms de Margaret Howard et Miss Cornwall. Par la suite, l'existence de Miss Cornwall a été confirmé et les journaux ont admis une erreur dans leur dénonciation. Oliver Gillie affirme également que Cyril Burt a abusé de sa position hiérarchique de rédacteur en chef du British Journal of Statistical Psychology et a plagié et modifié les travaux d'autres auteurs, dénaturant parfois leurs conclusions afin de les adapter à ses hypothèses de recherche.
En 1980, Jean Gaudreau, professeur de sciences de l'éducation, livre une analyse critique de l'affaire Burt, où il décrit l'influence de l'idéologie du psychologue au détriment de son objectivité scientifique, estimant néanmoins qu'en « arrondissant » les chiffres et les faits, « Burt s'est comporté, ni plus ni moins, comme bon nombre d'autres chercheurs », que « les enquêtes psychométriques de Burt […] ne permettent plus de douter du caractère au moins partiellement héréditaire de certaines fonctions psychiques », et que « cette découverte fondamentale de Burt est confirmée par les résultats de nombreux chercheurs indépendants et qui ne partagent pas tous les mêmes idées socio-politiques que Burt ».
En 2007 l'Encyclopædia Britannica indique que ses travaux tardifs sont inexacts et que de nombreux universitaires s'accordent à dire que de nombreuses données publiées par lui ont fait l'objet de falsifications. Ses travaux de jeunesse sont toutefois considérés comme valables.